# Улица Зенитчиков (Санкт-Петербург)
Улица Зени́тчиков — улица в Кировском районе на юго-западе Санкт-Петербурга. Проходит от Кронштадтской улицы и проспекта Маршала Жукова до улицы Маршала Говорова и Краснопутиловской улицы, имеет пересечение с проспектом Стачек.

## История
Улица появилась в 1950 году при застройке Автово и была названа в память о том, что во время Великой Отечественной войны поблизости находились огневые позиции 169 артиллерийского зенитного полка, входившего в Ленинградские ПВО.
К 1962 году улицу продлили. 12 ноября 1962 года и в её состав вошёл Борисовский переулок, — так с 1901 года назывался участок от Кронштадтской улицы до проспекта Стачек.
На улице расположен театр кукол «Бродячая собачка».
Улица Зенитчиков является продолжением проспекта Маршала Жукова с одной стороны и улицы Маршала Говорова — с другой. Нумерация домов традиционна для Санкт-Петербурга: чётные дома с левой стороны, нечётные — с правой. Но в отличие от соединяемых ею улиц, у которых увеличение нумерации идёт на юго-запад, у улицы Зенитчиков она идёт в противоположном направлении.

## Транспорт
- Метро: «Автово» (690 м) и «Кировский завод» (660 м)
- Автобус: № 2, 26, 66, 72, 111, 546
- Троллейбус: № 41, 48
- Трамвай: № 36, 52, 56, 60
- Ж/д платформы, вокзалы: Автово (950 м)